# Temple protestant de Philippsbourg
 (mai 2024).
Le temple protestant de Philippsbourg est un édifice religieux luthérien située dans la commune française de Philippsbourg, dans le département de la Moselle.

## Histoire
Au Moyen Âge, le territoire forme une annexe de la paroisse d'Obersteinbach, dans l'archiprêtré du Haut-Haguenau et le diocèse de Strasbourg. 
En 1570, le comte Philippe IV de Hanau-Lichtenberg introduit la Réforme et Philippsbourg devient annexe de la paroisse protestante d'Offwiller, ce qui durera jusqu'en 1700, date à laquelle le village est érigé en paroisse. Depuis 1739, le village est annexe de la paroisse protestante de Baerenthal. 
Pour les catholiques, le village forme depuis 1804 une annexe de la paroisse d'Eguelshardt, dans le diocèse de Metz.
La chapelle Notre-Dame-de-Lourdes est construite en 1905.

## Aspects architecturaux
Le temple est construit par l'architecte allemand Arthur Kickton dans le style de l'architecture gothique de l'Allemagne du Sud, en 1911, date portée par une inscription placée à droite de l'entrée de la nef. L'édifice possède un porche en façade et un toit à très forte pente.
- Buffet Jugendstil de l'orgue[1] dessiné par l'architecte Arthur Kickton[2].

### Source
- Philippsbourg : l'église luthérienne